# シャーロン・浄光・ベック
 シャーロン・浄光・ベック （Charlotte Joko Beck、1917年3月27日-2011年6月15日）は、アメリカの曹洞宗の尼僧、サンディエゴ禅センター住職。

## 略歴
ニュージャージー州に生まれる。オーバリン大学附属音楽学校に進学してピアニスト・ピアノ講師となる。離婚後、秘書や大学職員として子育てを行う。
40代からロサンゼルス禅センターに通って禅を前角博雄、中川宋淵、安谷白雲に学び、前角の法嗣となる。
1983年にサンディエゴ禅センターを開設し、住職となる（2006年まで）。
1995年に3人の弟子と共に心理学の学校を設立。
2006年にアリゾナ州・プレスコットに隠退。サンディエゴ禅センターに対し、自らの教えを喧伝しないよう誡める。

## 教化
彼女は教化する中で、多くの改革を行いしました。彼女は信徒に対し、苦しみから逃げるのではなく、日常生活の中で修行することを勧めました。
日常生活の中での精神修養の在り方を説いた結果、近代心理学と禅との関係に関心を持つ人々が教えを請いに集まりました。弟子のうちの数人は、精神科医・心理療法士です。

## 著書
- Everyday Zen : Love and Work（ハーパーコリンズ、1989年）

→『エブリデイ禅 - 今この瞬間を生きる、愛と営み』（田中淳一訳、サンガ、2012年）
- Nothing Special : Living Zen（ハーパーコリンズ、1993年）